# Histopatologi
Histopatologi (av grekiskans ἱστός histos "vävnad", πάθος pathos "lidande" och -λογία -logia "läran om") är läran om sjukliga ändringar i vävnader. I dag används termen ofta i inskränkt betydelse som beteckning för mikroskopisk diagnostik av sjukdomar efter obduktion eller biopsi från levande människor, djur eller även växter.
De metoder som används inom histopatologi är fixering, nedläggning alternativt utskärning, dehydrering, inbäddning, snittning och färgning.

## Fixering
När en vävnad eller ett organ kommer till patologen läggs det i formalin. Formalin är en kemisk lösning som dödar alla celler och hindrar att förruttnelseprocessen sätts igång. Det gör att cellerna till stora delar ser ut som de gjorde i kroppen. Formalin tränger in i ett preparat i en hastighet av cirka 1 mm/timma. Hur länge ett preparat ska fixeras beror alltså på dess storlek. Om preparatet kommer från en smittad patient ska det - oavsett storlek - fixeras i minst 72 timmar. Under den tiden hinner formalinet döda alla virus och bakterier.

## Nedläggning av små preparat
Små preparat blir vad man kallar för nedlagda. Detta är oftast biopaket som tagits i syfte att få veta vad en patient lider av och för att få veta om man behöver göra ett större, ofta operativt, ingrepp eller inte. En biopsi kan vara en pytteliten bit av exempelvis tarm, lever eller prostata. Dessa mäts ofta, ibland delas de för att sedan läggas ner i speciella kassetter. Arbetsuppgiften utförs av en biomedicinsk analytiker.

## Utskärning
Utskärning görs av stora preparat: exempelvis stora bitar tarm, en hel prostata eller njure. Har hela preparat har en biopsi redan tagits och en läkare har bedömt att organet måste tas bort. En patolog tittar då på organet och bedömer vilka bitar som är viktigast att titta på. Dessa skärs ut och läggs i speciella kassetter. Patologen assisteras av en biomedicinsk analytiker i samband med utskärning.

## Dehydrering
Kassetterna från nedläggning och utskärning läggs i en maskin med kammare. I kamrarna sker dehydrering. Det innebär att all vätska i cellerna ska bytas ut mot smält paraffin. Det sker genom att vävnader och organ badas i etanol från 70 procent upp till 99,5 procent, sedan xylén och därefter smält paraffin. Längden på denna process är beroende av storleken på materialet i klossarna. Biopaket dehydreras exempelvis 4 timmar, utskuret i 8 till 12 timmar. Större preparat i 12-24 timmar.